# The Doctor's Strategy
The Doctor's Strategy è un cortometraggio muto del 1915 diretto da Frank Cooley. Prodotto dalla American Film Manufacturing Company su un testo di St. John Terrell, aveva come interpreti Fred Gamble, Gladys Kingsbury, Irving Cummings, Virginia Kirtley, Joe Harris.

## Trama
Il signor Jones scaccia dalla sua tenuta Jack Bradford, il fidanzato della figlia Lucy, minacciando di diseredarla se mai i due si sposeranno. Presente alla scena anche il dottor Glow, grande amico di Jack, che offre ai due innamorati un piano per risolvere la loro difficile situazione. Alla cospirazione partecipano tutti, dalla moglie di Jones fino al custode.

La mattina seguente, Lucy fa delle osservazioni sull'aspetto malaticcio del padre, rovinandogli la colazione. Andando in ufficio, altri cospiratori si mostrano preoccupati per lui mentre in ufficio, quando gli consigliano di chiamare il medico, si convince che il suo caso sia piuttosto grave. Chiama così il dottor Glow che gli diagnostica la slopecia, una malattia incurabile, spedendolo subito a letto.

Le condoglianze di Jack sono respinte, mentre sono pronti alla dipartita di Jones becchini e fioristi. Questo finalmente provoca l'effetto desiderato e quando il medico confida che Jack ha una cura segreta per la terribile malattia, Jones cambia il testamento a favore di Lucy dandole anche il permesso di sposare Jack. Mentre i due novelli sposi sono in luna di miele, il padre scopre che slopecia non vuol dire altro che ha la forfora. Incapace di controllare la sua rabbia, Jones giura vendetta e si mette in attesa, pistola in mano, davanti allo studio del dottore.

## Produzione
Il film fu prodotto dalla American Film Manufacturing Company.

## Distribuzione
Distribuito dalla Mutual, il film - un cortometraggio in una bobina - uscì nelle sale statunitensi il 9 marzo 1915.